# Pokrzywnica (gromada)
Pokrzywnica – dawna gromada, czyli najmniejsza jednostka podziału terytorialnego Polskiej Rzeczypospolitej Ludowej w latach 1954–1972.
Gromady, z gromadzkimi radami narodowymi (GRN) jako organami władzy najniższego stopnia na wsi, funkcjonowały od reformy reorganizującej administrację wiejską przeprowadzonej jesienią 1954 do momentu ich zniesienia z dniem 1 stycznia 1973, tym samym wypierając organizację gminną w latach 1954–1972.
Gromadę Pokrzywnica z siedzibą GRN w Pokrzywnicy utworzono – jako jedną z 8759 gromad na obszarze Polski – w powiecie pułtuskim w woj. warszawskim, na mocy uchwały nr VI/10/17/54 WRN w Warszawie z dnia 5 października 1954. W skład jednostki weszły obszary dotychczasowych gromad Budy Obrębskie, Dzbanice, Klaski, Łosewo, Mory, Obręb, Obrębek, Piskornia, Pomocnia, Pokrzywnica i Zaborze ze zniesionej gminy Gzowo w tymże powiecie. Dla gromady ustalono 15 członków gromadzkiej rady narodowej.
31 grudnia 1959 do gromady Pokrzywnica przyłączono obszar zniesionej gromady Niestępowo Nowe oraz wieś Ciepielin ze znoszonej gromady Pobyłkowo Duże w tymże powiecie.
Gromada przetrwała do końca 1972 roku, czyli do kolejnej reformy gminnej. 1 stycznia 1973 w powiecie pułtuskim utworzono gminę Pokrzywnica.